# Zakon żebraczy

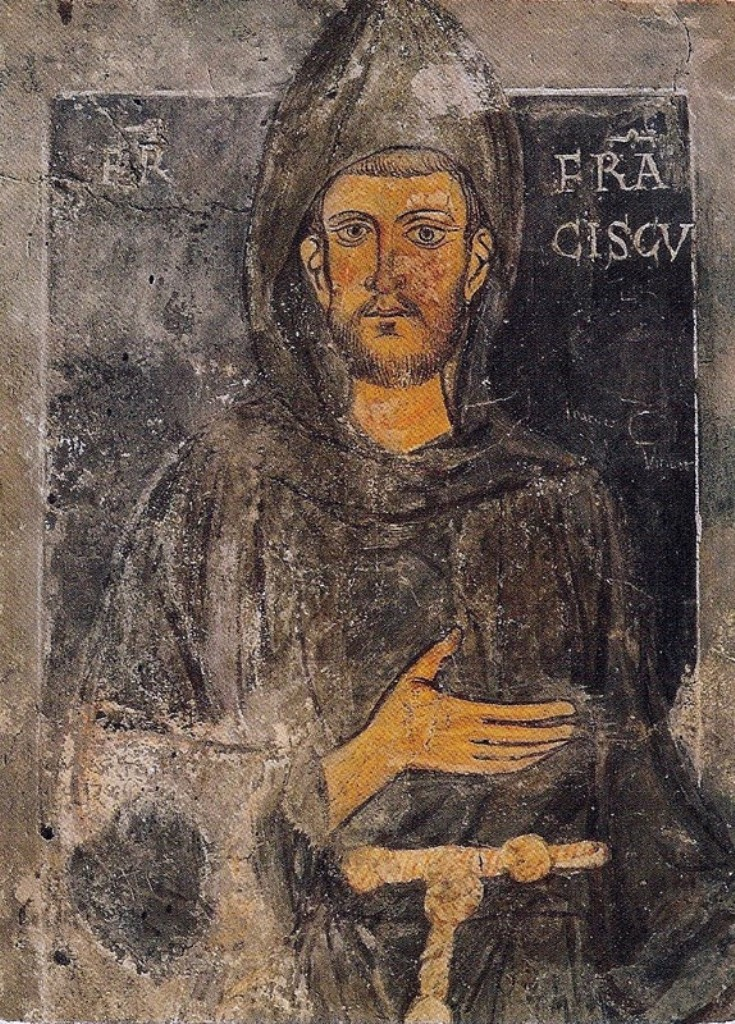
Franciszek w ubogim habicie. Fresk z Sacro Speco w Subiaco, XIII w.

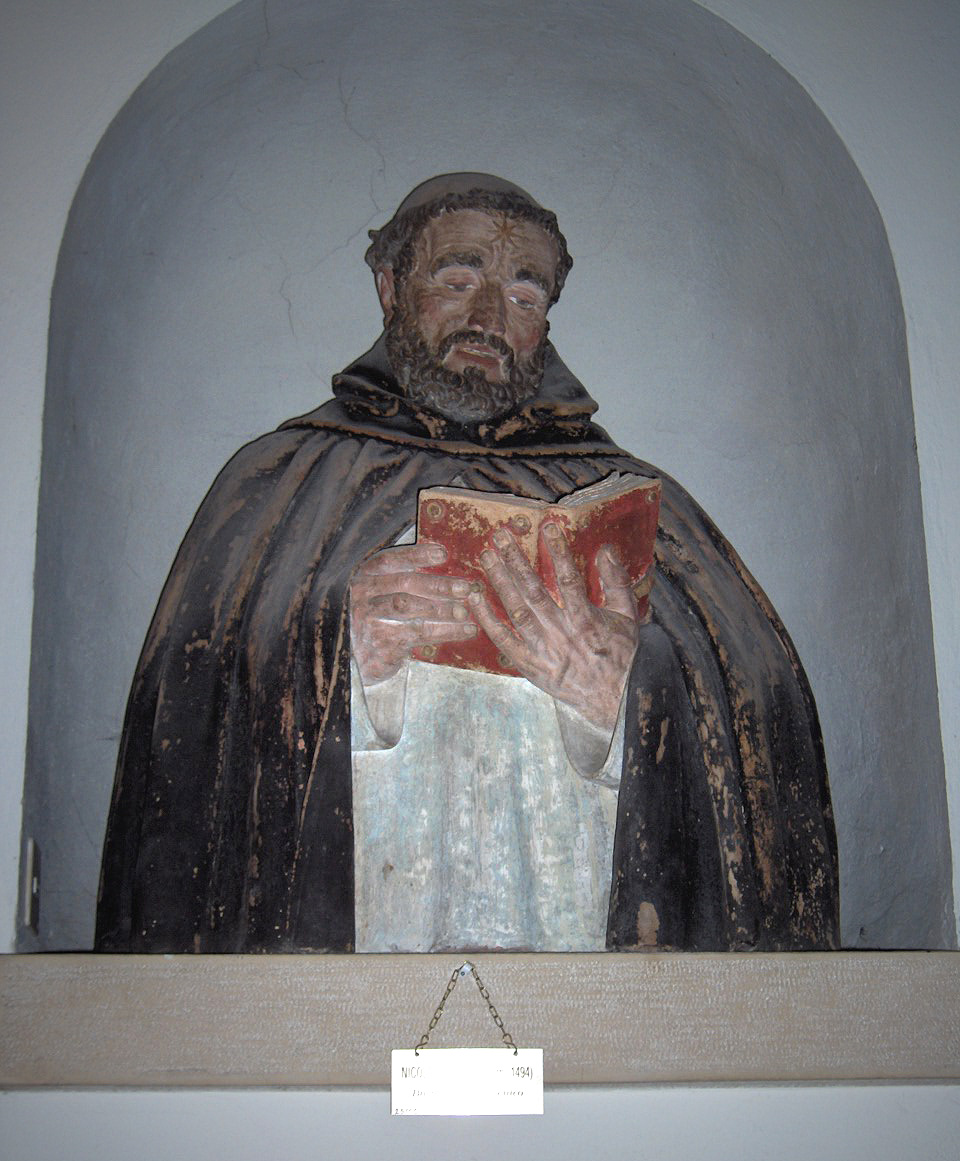
Święty Dominik, rzeźba autorstwa Nicolo dell' Arca (1493)

Zakon żebraczy, zakon żebrzący, zakon mendykancki – zakon powstały w celu realizacji życia ewangelicznego i apostolskiego w ubóstwie na wzór apostołów (vita apostolica).
Pierwszymi zakonami żebraczymi były dwie dynamiczne wspólnoty powstałe w XIII wieku wokół charyzmatycznych postaci Franciszka z Asyżu i Dominika Guzmána – franciszkanie i dominikanie. Ich inspiracją były ruchy ubogich. W organizacji swego życia wykazywały współzależność zarówno z formami kościelnymi jak i z sektami heretyckimi, jak Waldensi czy Humiliati z Lombardii. Te dwa katolickie zakony stały się inspiracją dla innych wspólnot zakonnych tego typu.

## Geneza historyczna
Zakony te pojawiły się w czasie, gdy Innocenty III próbował przywrócić do pierwotnej gorliwości doświadczające kryzysu wspólnoty mnisze benedyktynów oraz powstałe w wyniku reformy w XII wieku opactwa i klasztory, między innymi cystersów, braci szpitalnych, założonych przed 1198 przez Gwidona z Montpellier, i trynitarzy, powołanych przez Jana z Maty i Feliksa z Valois do wykupu chrześcijańskich jeńców i niewolników z rąk muzułmanów, a także kleryckie wspólnoty zakonne kanoników i norbertanów. Papież Innocenty starał się zreformować dawne zakony przez działalność swoich legatów i przez nałożenie na biskupów obowiązku wizytacji klasztorów. Widział bowiem w zakonach podporę reformy całego Kościoła.
W międzyczasie dwie charyzmatyczne postacie XIII-wiecznego Kościoła zgromadziły wokół siebie wspólnoty żebracze. Franciszek wcielał w życie ze swymi duchowymi braćmi pełne ewangeliczne ubóstwo. Dominik Guzmán, razem z pierwszymi dwunastoma braćmi stanowiącymi trzon klasztoru kaznodziejskiego w Tuluzie, pragnął utworzyć kolegium braterskie skupione wokół Mistrza-Chrystusa – wspólnotę, która odnawia i kontynuuje kolegium dwunastu apostołów w sercu Kościoła-Jerozolimy. Wspólnotę dającą świadectwo miłości między braćmi, którzy mają „jednego ducha i jedno, serce w Panu” (Dz 4,32) . Dominik łączył troskę o rozwój intelektualny braci z życiem w radykalnym ubóstwie. Dominikanie zostali zatwierdzeni najpierw przez Innocentego III, a następnie oficjalnie dwiema bullami z 22 grudnia 1216 i 21 stycznia 1217, przez papieża Honoriusza III.
Franciszek z Asyżu otrzymał dla swego zakonu najpierw ustne zatwierdzenie od Innocentego III w 1206. W 1221 zebranie braci (nazwane kapitułą namiotów), w którym uczestniczyło trzy tysiące pierwszych franciszkanów, ogłosiło drugą regułę, będącą zbiorem fragmentów biblijnych w 24 rozdziałach. Nazwano ją regula non bullata (regułą niezatwierdzoną), dopiero bowiem wersję opracowaną w bardziej prawniczy sposób z pomocą kardynała Hugolina z Ostii papież Honoriusz zaaprobował bullą wydaną 29 listopada 1223. Ta druga zwana jest regula bullata (regułą zatwierdzoną). Papieże zdecydowali się zatwierdzić i popierać nowe zakony, mimo że sobór laterański IV (1215) w kanonie 13, próbując uporządkować sytuację licznych spontanicznie rodzących się wspólnot, wyraził życzenie, by nie zatwierdzano wspólnot o regułach zakonnych innych niż istniejące. Papież Innocenty jedynie poprosił dominikanów, by przyjęli regułę św. Augustyna.
Źródłem utrzymania braci mendykantów, czyli braci żebrzących, była jałmużna. Łączyli życie zakonne z posługą ewangelizacyjną. Swoje konwenty zakładali zwykle w miastach, najczęściej nieopodal bramy miejskiej. Dominikanie z początku prowadzili apostolstwo ściśle wędrowne we współpracy z biskupami i duchowieństwem parafialnym. Od roku 1240 zaczął się proces przekształcania klasztorów braci w ośrodki duszpasterskie z kaznodziejstwem, udzielaniem sakramentów, systemem konfraterni świeckich. Jako przykłady w Polsce można wymienić pierwsze trzynastowieczne kościoły dominikanów, w tym Świętej Trójcy w Krakowie, wraz z grobem św. Jacka (1183–1257), Świętego Wojciecha we Wrocławiu, z grobem Czesława Odrowąża (ok. 1175–1242), czy kościół św. Jakuba w Sandomierzu. Jednym z pierwszych kościołów franciszkańskich była bazylika św. Franciszka z Asyżu w Krakowie.
Do zakonów żebraczych również zaliczają się pierwotnie eremickie wspólnoty karmelitów i  augustianów. Karmelici zostali ogłoszeni zakonem mendykanckim bullą Innocentego IV w 1247. Pierwszym generałem był Szymon Stock. Augustianie powstali po zjednoczeniu różnych oddzielnych grup w 1256, jednak dopiero papież Marcin V uznał ten zakon za żebraczy w 1424.

## Wykaz
Do zakonów żebraczych zaliczani są:
- bracia mniejsi (obserwanci)
- bracia mniejsi konwentualni
- bracia mniejsi kapucyni
- trzeci zakon regularny
- dominikanie
- augustianie-eremici
- augustianie rekolekci
- augustianie trzewiczkowi
- karmelici bosi
- karmelici trzewiczkowi
- trynitarze (bosi)
- mercedariusze
- bonifratrzy
- serwici
- minimi
- betlejemici